# Geto Boys
Geto Boys (originalmente escrito "Ghetto Boys") foi um grupo de hip hop de Houston, Texas, consistindo de Scarface, Willie D e Bushwick Bill. Os Geto Boys fizeram sucesso na década de 1990 com a formação clássica do grupo tendo sido composta por Bushwick Bill, Scarface e Willie D. O grupo conseguiu vários álbuns certificados e singles de sucesso, incluindo "Mind Playing Tricks on Me", que alcançou o primeiro lugar no Hot Rap Songs e o n.º 23 na Billboard Hot 100. 
O grupo foi formado em 1986 e esteve ativo até à morte de Bushwick Bill, em 2019.
Os Geto Boys ganharam notoriedade pelas suas letras que incluíam misoginia, violência e experiências psicóticas. Apesar do conteúdo explícito de suas canções, o grupo conseguiu ser um sucesso de vendas e de crítica.

## Discografia
- Making Trouble (1988)
- Grip It! On That Other Level (1989)
- The Geto Boys (1990)
- We Can't Be Stopped (1991)
- Till Death Do Us Part (1993)
- The Resurrection (1996)
- Da Good da Bad & da Ugly (1998)
- The Foundation (2005)